# The Power of Love (piosenka Huey Lewis and the News)
The Power of Love – piosenka amerykańskiej grupy Huey Lewis and the News z 1985 r. nagrana na potrzeby filmu Powrót do przyszłości. Utwór wydano na singlu, który przez 2 tygodnie był na 1. miejscu listy przebojów Hot 100 magazynu „Billboard”, a na brytyjskiej liście przebojów zajął 9. pozycję. Kompozycję nominowano do Oscara w kategorii najlepsza oryginalna piosenka filmowa.

## Wykorzystanie
W filmie Powrót do przyszłości piosenka jest odtwarzana na początku filmu, gdy główny bohater Marty McFly jedzie deskorolką do szkoły. Później wykonuje ją razem ze swoim zespołem w hardrockowej wersji podczas szkolnego przesłuchania (jednego z sędziów gra tam Huey Lewis, który mówi mu, że grają za głośno). Potem utwór można jeszcze usłyszeć, gdy chłopak wraca do domu. W drugiej części filmu, gdy starszy Marty w 2015 roku zostaje wyrzucony z pracy zaczyna grać piosenkę na swojej gitarze. W ostatniej części utwór krótko słychać pod koniec filmu, kiedy Needles i jego kumple prowokują Marty’ego do wyścigu samochodowego.
W teledysku do piosenki można zobaczyć zespół grający w nocnym klubie oraz doktora Emmetta Browna (Christopher Lloyd), który pojawia się w DeLoreanie.

## Listy przebojów
| Lista                                     | Pozycja |
| ----------------------------------------- | ------- |
| Australia – Australian Kent Music Report  | 1       |
| Austria – Ö3 Austria Top 40               | 24      |
| Belgia – Belgian Singles Chart            | 17      |
| Francja – SNEP                            | 38      |
| Irlandia – Irish Singles Chart            | 5       |
| Kanada – Canadian RPM Top Singles         | 1       |
| Niemcy – Media Control Charts             | 16      |
| Nowa Zelandia – New Zealand Singles Chart | 3       |
| Szwajcaria – Schweizer Hitparade          | 11      |
| Włochy – Italian FIMI Singles Chart       | 13      |
| Wielka Brytania – UK Singles Chart        | 9       |
| Stany Zjednoczone – Billboard Hot 100     | 1       |

## Covery
- 2007: The Pigeon Detectives
- 2010: I Fight Dragons